# Unión de Federaciones de Fútbol del Norte de África
La Unión de Federaciones de Fútbol del Norte de África (en árabe: اتحاد شمال إفريقيا لكرة القدم‎) es una asociación de fútbol entidad organizadora. Fue lanzado en 2005 por los miembros del norte de África de la Confederación Africana de Fútbol (CAF), Argelia, Egipto, Libia, Marruecos y Túnez. El cargo de presidente será rotada entre los cinco países fundadores.
La Asociación de Fútbol de Egipto retiró su adhesión el 19 de noviembre de 2009 citando a los incidentes que acompañaron a la postemporada entre Egipto y Argelia, pero regresó en 2011.

## Miembros
| País      | Federación                             | Ingreso |
| --------- | -------------------------------------- | ------- |
| Argelia   | Federación Argelina de Fútbol          | 2005    |
| Egipto    | Federación Egipcia de Fútbol           | 2005    |
| Libia     | Federación Libia de Fútbol             | 2005    |
| Marruecos | Real Federación de Fútbol de Marruecos | 2005    |
| Túnez     | Federación Tunecina de Fútbol          | 2005    |

## Clasificación Mundial de la FIFA
La más reciente Clasificación mundial de la FIFA del 21 de octubre de 2021 muestra a los equipos de la UNAF:

| Puesto Ranking FIFA | País      | Puntos | Cambio |
| ------------------- | --------- | ------ | ------ |
| 27.º                | Túnez     | 1525   | 2      |
| 29.º                | Marruecos | 1513   | 4      |
| 30.º                | Argelia   | 1509   | 0      |
| 44.º                | Egipto    | 1447   | 4      |
| 112.º               | Libia     | 1161   | 2      |

## Presidentes
- 2005-2008:   Samir Zaher
- 2008-2011:   Mohamed Raouraoua
- 2011-2014:  Ali Fassi-Fihri
- 2014-2018:  Wadii Jari

## Competiciones

### Seleccionados nacionales
- Campeonato Sub-23 de la UNAF
- Campeonato Sub-20 de la UNAF
- Campeonato Sub-18 de la UNAF
- Campeonato Sub-17 de la UNAF
- Campeonato Sub-16 de la UNAF
- Campeonato Sub-15 de la UNAF
- Campeonato de Futsal de la UNAF

### Seleccionados nacionales femeninos
- Campeonato Femenino de la UNAF
- Campeonato Femenino Sub-20 de la UNAF
- Campeonato Femenino Sub-21 de la UNAF

### Campeonato de clubes
- Copa UNAF de Clubes
- Copa UNAF femenina de Clubes